# Oluwafemi Balogun
Oluwafemi Balogun (sinh 1987) là một kỳ thủ cờ vua Nigeria và có danh hiệu kiện tướng FIDE.
Năm 2016 Balogun vô địch Giải cờ vua cá nhân khu vực 4.4 của châu Phi. Do đó anh đã có suất tham dự Cúp cờ vua thế giới 2017 ở Gruzia. Do có hệ số Elo thấp nhất nên vòng đầu tiên anh được xếp cặp với đương kim vua cờ Magnus Carlsen. Tuy thua cả hai ván nhưng anh trở thành kỳ thủ châu Phi đầu tiên thi đấu với đương kim vua cờ tại một giải đấu chính thức